# Dendroenergía

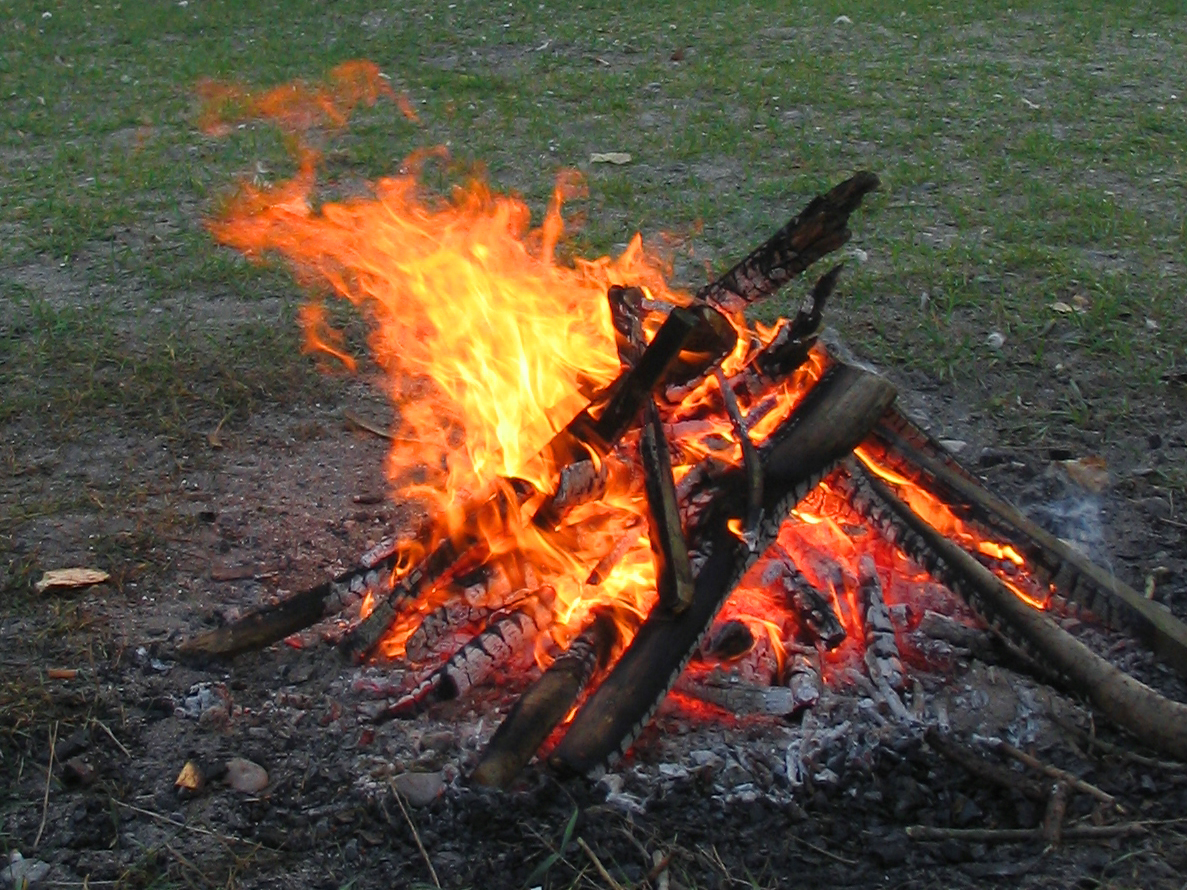
Fogata

Es conocida como dendroenergía toda la energía obtenida a partir de biocombustibles sólidos, líquidos y gaseosos primarios y secundarios derivados de los bosques, árboles y otra vegetación de terrenos forestales. La dendroenergía es la energía producida tras la combustión de combustibles de madera como leña, carbón vegetal, pelets, briquetas, etc., y corresponde al poder calorífico neto (PCN) del combustible.
Los combustibles derivados de la madera son:
- sólidos: leña, carbón vegetal
- líquidos licor negro, metanol y aceite pirolítico
- gaseosas procedentes de la gasificación de estos combustibles.

El Índice de dependencia dendroenergética, es un importante parámetro de la Sostenibilidad energética